# Acrobolbus surculosus
Acrobolbus surculosus es una especie de Jungermanniopsida del género Acrobolbus, de la familia Acrobolbaceae, del orden Jungermanniales.

## Taxonomía
Fue descrita científicamente por (Joseph Dalton Hooker y Thomas Taylor) Franz Stephani. 